# Anasterias asterinoides
Anasterias asterinoides är en sjöstjärneart som beskrevs av Perrier 1875. Anasterias asterinoides ingår i släktet Anasterias och familjen trollsjöstjärnor. Inga underarter finns listade i Catalogue of Life.